# Sylvain Lazarus
Pour les articles homonymes, voir Lazarus.
Sylvain Lazarus est un anthropologue français, né en 1943. Il a été professeur à l'université Paris VIII.
Après avoir co-dirigé avec Alain Badiou les cahiers Yenan chez Maspero, il participe à l'Union des communistes de France marxiste-léniniste dans les années 1970 puis assure le secrétariat de feu la confidentielle Organisation politique (fondée en 1985) avec Alain Badiou et Natacha Michel.
Il a élaboré une théorie de la fonction sociale des désignations, comme les catégorisations politiques (cf. L'Anthropologie du nom, 1996), explorant dans le champ anthropologique ce que ses camarades lacaniens comme Alain Badiou (L'Être et l'Événement, 1988) ou Jean-Claude Milner (Les Noms indistincts, 1983) ont travaillé dans le domaine de la philosophie, de la linguistique et de la théorie psychanalytique.
Ayant travaillé sur la banlieue française dans les années 1990 et au début des années 2000, il a fondé en 2008, avec l'anthropologue Alain Bertho, l'Observatoire international des banlieues et des périphéries et mène des enquêtes au Brésil et au Sénégal.

## Publications

### Ouvrages
- Qu'est-ce qu'une Politique Marxiste?, Éditions Potemkine, janvier 1978 (brochure de 17 pages sous le pseudonyme de Paul Sandevince)
- Un bilan de mai 68, Éditions Potemkine, janvier 1978 (brochure de 9 pages sous le pseudonyme de Paul Sandevince)
- Notes de travail sur le post-léninisme, Éditions Potemkine, 1981 (brochure de 16 pages sous le pseudonyme de Paul Sandevince)
- Représentations et formes de conscience des O.S. Renault Billancourt: rapport de recherche, avec Natacha Michel et Abdelatif Benyahia, CNRS: Régie Renault (collection les O.S. dans l'industrie automobile), 1986
- Chercher ailleurs et autrement: Sur la doctrine des lieux, l'économie, l'effondrement du socialisme, Les Conférences du Perroquet n°35, 1992 (fascicule de 37 pages)
- Anthropologie du nom, Le Seuil (collection Des travaux), 1996 (publication partielle de sa seconde thèse (un doctorat d'État soutenu en 1994 à l'université de Paris VIII sous la direction de Pierre-Philippe Rey)
- Les trois régimes du siècle - le parti-État dans le parlementarisme, le stalinisme, le nazisme, [Hypothèses et Thèses], Les conférences du Rouge-Gorge, Supplément au Perroquet, 2001 (fascicule de 30 pages)
- État de guerre et politique de la décision pure, Les conférences du Rouge-Gorge, Supplément au Perroquet, 2003 (fascicule de 29 pages)
- L’Intelligence de la politique, textes établis par & et préface de Natacha Michel, Al Dante (collection documents), 2013
- Chronologies du présent , En collaboration avec Claire Nioche, La Fabrique éditions, 2022

### Directions d'ouvrages
- Politique et philosophie dans l'œuvre de Louis Althusser, Sylvain Lazarus (éd.), PUF (collection Pratiques théoriques, mai 1993  (ISBN 213045500X et 9782130455004); (contribution: Althusser, la politique et l'histoire)

- Rencontres avec les gens d'ici: les résidents des foyers SONACOTRA d'Argenteuil, S. Lazarus (éd.) et Roger Ouvrard (préface) Lettre du cadre territorial, Voiron, 1998 (Actes des travaux collectifs réalisés avec les résidents, et dirigés par Sylvain Lazarus et une équipe réunissant la maîtrise "Formation à la connaissance des banlieues" de l'Université de Paris VIII, la municipalité d'Argenteuil et la SONACOTRA)
- Ethnologie française 2001/3 Vol. 31 Anthropologie ouvrière et enquête d'usine[4], PUF, 2001 (contribution: Anthropologie ouvrière et enquêtes d'usine: état des lieux et problématiques)

### Articles
- A propos de la politique et de la terreur, in La République et la Terreur, C. Kintzler et H. Rizk (éd.), Kimé, 1995
- Hommage à Marc Bloch, in Résistants et Résistance. Approches pluridisciplinaires, J-Y. Boursier (éd.), L'Harmattan, 1997
- C'est de la confusion  de l'histoire et de la politique que le négationnisme prend son effet, in Paroles à la bouche du présent. Le négationnisme, histoire ou politique?, N. Michel (éd.), Al Dante, 1997
- Les mouvements présentent la politique, les organisations la prescrivent, in Lignes n°30 1997/1, Editions Hazan, 1997
- Les banlieues et l'État, in Société française, Cahiers de l'institut de recherches marxistes n°8/ 58 État et politique des banlieues, 1997
- in L'art dégénéré - Actes d'une exposition, Aix-en-Provence, ouvrage collectif avec Jean-Paul Curnier, Sylvain Lazarus, Jean-Pierre Faye, Alain Badiou, Al Dante/CAAC, juin 1998  (ISBN 2911073290 et 9782911073298)
- Singularité et rationalité, in Universel, singulier, sujet, J. Sumic (éd.), Kimé, 2000
- Révolution, un mot singulier, in Lignes 2001/1 n°04 Désir de révolution, Editions Léo Scheer, février 2001
- La politique entre singularité et multiplicité, in Alain Badiou. Penser le multiple, C. Ramond (éd.), L'Harmattan, 2002
- Dans quel temps de la politique sommes-nous?, in Journal Politique n°2, mars 2005
- in Je te continue ma lecture. Mélanges pour Claude Royet-Journoud, Michèle Cohen-Halimi et Francis Cohen (èd.), POL, 2007
- Lenin and the Party. 1902 - November 1917, in Lenin Reloaded. Toward a Politic of Truth, S. Budgen, S. Kouvelakis and S. Zizek (éd.), Duke University Press, 2007
- Sur une nouvelle politique contemporaine et sur la philosophie de la politique de Louis Althusser lecteur de Lénine, in Socio-anthropologie 23-24/ 2009: L'anthropologie face au moment historique, 2009
- La double distance, éditorial Journal Politique n°28-29, février 2009
- Conviction remplace lumière, in Ligne 13 n°1, printemps 2010
- Sous le pseudonyme de Paul Sandevince :
  - articles dans le journal  maoïste de l'UCFML[5].

### Conférences
- Chercher ailleurs et autrement. Sur la doctrine des lieux, l’économie, l’effondrement du socialisme  Conférence du Perroquet - 1992

### Autres
- Bernard Kayser, compte rendu de Groupe pour la fondation de l'Union des communistes de France marxiste-léniniste (UCFML), Le livre des paysans pauvres, in Études rurales Volume 66 Numéro 1, 1977
- Alain Badiou, Les noms innommables, in Critique n°595, Minuit, décembre 1996 (repris modifié in Abrégé de métapolitique, Le Seuil, 1998)
- Natacha Michel, Le temps de la pensée, in La Lettre Horlieu n°5, 1er trimestre 1997
- Sophie Wahnich, Autour de L'Anthropologie du nom, de S. Lazarus, in La Lettre Horlieu n°6, 2e trimestre 1997
- Natacha Michel, Préface à L’Intelligence de la politique, Al Dante, 2013